# SJ Y1 sorozat
Az SJ Y1 sorozat egy svéd hidraulikus meghajtású, (1A)(A1) tengelyelrendezésű dízelmotorvonat-sorozat. 1979 és 1981 között gyártotta a FIAT Ferroviaria és a Kalmar Verkstad. Összesen 100 db készült a motorvonatból. A járművek eljutottak Horvátországba, Szerbiába, Norvégiába és Koszovóba is.
A járművek megtalálhatóak a Spliti helyiérdekű vasút vonalain is.